# Delomys dorsalis
Delomys dorsalis és una espècie de mamífer rosegador de la família dels cricètids. Viu a altituds d'entre 600 i 2.400 msnm a l'Argentina i el Brasil. El seu hàbitat natural són els boscos tropicals i subtropicals humits. Està amenaçat per la destrucció i fragmentació del seu medi. El seu nom específic, dorsalis, significa ‘dorsal’ en llatí.